# Silvermane
Silvermane —Cabello de Plata en España— (Silvio Manfredi) es un supervillano ficticio que aparece en los cómics estadounidenses publicados por Marvel Comics. Un notorio jefe del crimen y una figura prominente en Maggia, un sindicato ficticio del crimen organizado, generalmente se lo representa como un adversario del superhéroe Spider-Man y el padre de Joseph Manfredi. Silvermane más tarde se convirtió en un cyborg en un intento por extender su vida útil. 
El personaje ha aparecido en varias formas de medios fuera de los cómics, incluidas series animadas y videojuegos.

## Historial de publicación
Hizo su primera aparición en The Amazing Spider-Man vol. 1 #73 y fue creado por Stan Lee y John Buscema.
La historia original del personaje trataba sobre una misteriosa tablilla de piedra codiciada por varios villanos de Spider-Man. La "Saga de la tableta" resultó popular, aunque el artista John Romita Sr. dijo que originalmente no estaba pensada como un arco: "Nunca pensamos en Silvermane hasta el séptimo número [del arco de la historia], y mucho menos un 'socko' finalizando".

## Biografía
Silvio Manfredi, apodado "Silvermane" por su corto pelo blanco, es un criminal profesional de Corleone, Sicilia, que comenzó su carrera criminal como extensor en el grupo del crimen organizado Maggia, y finalmente formó su propia familia criminal y se convirtió en una poderosa Maggia Don.
En su primera aparición, obligó al Dr. Curt Connors a hacer una poción de la juventud mística a partir de una antigua tablilla de arcilla. Fue la primera vez que se cruzó con el Lagarto y Spider-Man en este esquema. Beber el suero hecho por Silvermane te hace más joven, pero su efecto no intencional le llevó a convertirse en un niño y luego llegado a un punto antes de la edad de nacimiento y desaparecer por completo. Silvermane volvió a aparecer con el tiempo, revelando que él había envejecido místicamente a sus cuarenta años. Subió a través de las filas y se convirtió en jefe de la familia del crimen, que finalmente formó una alianza con Hydra, una organización expandida por todo el mundo decididos a conquistar el mundo y se convirtió en la Supreme Hydra. Fue derrotado por Daredevil, Nick Fury y S.H.I.E.L.D. Silvermane volvió a aparecer en Nueva York en un intento de unir a todas las pandillas de Nueva York, bajo su liderazgo, pero sus planes se vieron complicados por el regreso de Duende Verde (Bart Hamilton). El Duende se le opuso, y durante un enfrentamiento entre el Duende, Silvermane, y Spider-Man, Silvermane cayó desde una gran altura, pero sobrevivió.
Silvermane ha contratado a muchos criminales, tales como Hammerhead, y también ha sido conocido por ser un rival de Kingpin. Silvermane, una vez intentó asesinar a un Kingpin amnésico. Su expareja, Dominic Tyrone, asumió la identidad de Rapier y buscaba venganza contra la traición de Silvermane, tratando de matarlo. Un flashback se centró en gran medida de la corrupción en la vida de Silvermane. El marco era el reportero Ben Urich investigando la mafia. Descubrió que Silvermane era una figura legendaria de la mafia durante décadas; Las madres incluso advierten a sus hijos a comportarse o 'El Tuerto' les atraparía.
En su vejez, sus heridas resultaron deshacer los efectos del suero de rejuvenecimiento. Aunque postrado en la cama, él siguió corriendo hasta que su imperio criminal, Daga casi lo mata. Silvermane intentó prolongar su vida mediante la transformación de sí mismo en un cyborg. Kingpin obtuvo el control de su cuerpo cyborg hasta que Daga le devolvió la energía de la vida a él. Su cuerpo cyborg fue gravemente dañado por el primer Jack O'Lantern durante una batalla entre las bandas de Kingpin y Hammerhead. Silvermane utiliza un control remoto androide doppelganger para pelear contra Spider-Man. Esto fue parte de un intento de aumentar la potencia de sus partes orgánicas restantes por la recolección de partes del cuerpo sobrehumano de su némesis, Spider-Man. Él trató de drenar la sangre radioactiva de Spider-Man para movilizar a un nuevo cuerpo cyborg más fuerte. Silvermane se enfrenta a Deathlok y Punisher mientras la creación de una operación de drogas importante fuera de una escuela secundaria. Sigue siendo un miembro activo de la Maggia.
Silvermane intentó participar en una reunión de los diversos señores de la guerra criminal, en un momento en que Wilson Fisk se había caído del poder. El objetivo de la reunión consistía en dividir los recursos Fisk, pero no fue así. Silvermane quedó atrapado en el fuego cruzado entre las fuerzas del imperio Secreto y Punisher. Esto fue por pura coincidencia, ya que se limitaba a permanecer en el mismo motel en el que Punisher estaba. Silvermane utilizó los recursos de su semi y de los órganos almacenados en el cyborg para luchar en su camino a través de los atacantes y ellos se van.
Se puso de manifiesto una hora más tarde, fue asesinado durante un tiroteo contra las pandillas del Búho en un depósito de chatarra de Nueva York. Fue recogido por un imán y se dejó caer en un compactador de basura, aplastándolo hasta la muerte y dejar el sindicato Maggia ya sin un líder. Meses más tarde, al parecer, vuelve junto con varios otros miembros fallecidos durante la batalla perdida de la Maggia con las fuerzas de Señor Negativo. Sin embargo, esa tarde se reveló ser un ardid de Carmine, miembro de Maggia. Este Silvermane es en realidad un robot controlado por un Mysterio contratado, a fin de dar en secreto a Carmine más influencia en el sindicato de la toma de decisiones. Las tablas se activan a Carmine cuando Mysterio utiliza el robot para asesinarlo, al parecer como un complot para apoderarse de Maggia.
La cabeza de Silvermane todavía estaba viva, ya que fue encontrada por un niño cuando viajó al desguace. Su cabeza estaba en posesión del niño que actualmente está construyendo un robot, pero luego es robado por Shocker. La cabeza es utilizada como apalancamiento por los enemigos superiores de Spider-Man para encabezar a la familia Maggia, pero el equipo se cruza mutuamente. Shocker defiende al jefe de la mafia de Punisher, por lo que Silvermane lo nomina como don de la familia Maggia.
Silvermane se encuentra entre los señores del crimen que compiten con Señor Negativo para obtener la Tabla de la vida y el destino para ganarse el favor del alcalde Wilson Fisk.
Durante la historia de "Gang War", Silvermane y el Conde Nefaria hablan sobre la próxima guerra de pandillas. En un giro de los acontecimientos, Silvermane pierde el control de su cuerpo robótico y ataca al Conde Nefaria. Luego, el cuerpo de Silvermane le quita la cabeza mientras Silvermane reconoce a la persona responsable de este ataque.Cuando los hombres de Hammerhead llegan y se enfrentan a Madame Masque, la cabeza de Silvermane y el Conde Nefaria se muestran en los brazos de Shotgun mientras los arroja al suelo. Cuando Madame Masque afirma que los hombres de Hammerhead deben seguir un juramento, el jefe de Silvermane afirma que Madame Masque es ahora la nueva líder de Maggia.

## Poderes y habilidades
Silvermane era considerado uno de los jefes más legendarios de Maggia. Es un excelente tirador y combatiente desarmado, además de un brillante planificador, organizador y estratega. Las pociones mágicas que usa le otorgan temporalmente una forma de inmortalidad, apareciendo entre los 40 y los 40 años.
Sus armas preferidas son numerosas ametralladoras, especialmente la Thompson calibre .45.
Más tarde, el cerebro, los órganos vitales y la cabeza de Silvermane fueron trasplantados a un cuerpo robótico, aumentando así sus atributos físicos a niveles anormales. Sin embargo, las partes biológicas que le quedan necesitan una protección cuidadosa debido a su extrema vulnerabilidad.

## Otras versiones

### House of M
Silvermane apareció en la realidad de House of M retratado como un jefe criminal más joven y uno de las docenas de mafiosos capturados por la unidad de élite de la Hermandad de la policía de Nueva York.

### Ultimate Silvermane
Silvermane tuvo un breve cameo en Ultimate Spider-Man. Con Wilson Fisk un perfil bajo debido a problemas legales, Silvermane decidió trabajar con Hammerhead para luchar fuera de la sede del poder. Le dijo a Hammerhead que lo único que necesitaba era un poco "hasta aquí" (en referencia a su inteligencia). Hammerhead, sin embargo, lo quería todo para sí mismo. Él golpea la cabeza de Silvermane, diciendo "Creo que ya tengo suficiente.
Él también fue mencionado como un líder de una multitud que incluido con [Hammerhead en Ultimate X-Men. Se afirma que tiene una deuda con Nathaniel Essex (Mr. Siniestro).
Además, en el Universo Ultimate, su verdadero nombre se muestra en el Daily Bugle como Allan Silvermane, aunque más tarde en el mismo cómic Wilson Fisk se refiere a él como Silvio Manfredi. Debido a su estatus como un señor de alto rango de crimen, es probable que una o ambas de estas denominaciones sean alias.

## En otros medios

### Televisión
- Aparece en la serie de televisión animada de 1981 "Las nuevas aventuras de Spider-Man" interpretado por Paul Winchell. En el episodio "Wrath of the Sub-Mariner", él y Hombre Montaña Marko llegan a Nueva York para declarar una tregua con el Kingpin cuando su científico, el Dr. Everett, ha desarrollado un poderoso líquido disolvente capaz de alimentarse de todo. Antes de esto, Spider-Man los interceptó pero no pudo ser procesado ya que la mayoría de sus crímenes están en la Costa Oeste. Él es palmeado por Spider-Man al final.
- También aparece en Spider-Man: la serie animada interpretado por Jeff Corey de viejo. Aunque es un enemigo de Spider-Man, esta versión no se ve cara a cara con los otros enemigos de Spider-Man, es un odiado rival del señor del crimen Wilson Fisk y es el padre de Alisha Silvers. Apareció por primera vez en el arco de los Seis Siniestros, en donde contrató a Hammerhead para capturar a Spider-Man. Al final de los Seis Siniestros. En la batalla, fue rescatado por Spider-Man de Kingpin, tratando de secuestrarlo (Spider-Man, al desconocer la identidad de Silvermane, creía que era simplemente un "dulce anciano" que los villanos habían intentado rescatar y, al enterarse de un episodio posterior de que Silvermane era un señor del crimen, notó que no habría salvado al anciano si hubiera sabido la verdad). Como Silvermane nunca tuvo una infancia normal cuando creció hasta la vejez, se obsesionó con encontrar los secretos de la juventud y la inmortalidad. Escuchó las leyendas de una tableta antigua que supuestamente estaba inscrita con la fórmula para rejuvenecer y los jóvenes llamados The Tablet of Time. Cuando se desenterró la tableta y se la llevó a los Estados Unidos, dispuso a Tombstone robar la tableta y secuestrar al Dr. Curt Connors estudiando sus poderes. Incluso con la intervención de Spider-Man, Silvermane pudo secuestrar a Margaret Connors y obligar a Connors a activar la tableta. Conners prepara la poción para él con la vida de la familia de Connors que se usó como motivador para que descifrara con éxito la tableta. Spider-Man salvó a Connors pero Silvermane tomó la poción de todos modos a pesar de las advertencias de Connors de que era inestable. En la versión animada de la historia, Silvermane se transformó en un bebé en lugar de rejuvenecerse ligeramente. Allí, la tableta enfoca los rayos del sol en láseres que producen un brillo verdoso. Silvermane se convirtió inicialmente en un hombre joven (con la voz de Townsend Coleman) y "lucha" contra el Lagarto luego se transforma más en un niño (con la voz de Matthew McCurley) y luego en un bebé mientras Lizard es bombardeado por los rayos y regresa a su forma humana. Connors concluye que podrían usar la tableta para estabilizar las mutaciones de Spider-Man, pero Hammerhead robó la tableta y trabajó para Kingpin hasta que ordenó a Hammerhead que se deshiciera de la tableta. Hammerhead vende la tableta a un hombre mayor. En el último episodio "Partners", se vio que Silvermane retuvo su intelecto adulto a pesar de su estado de bebé (con la voz de Cannon Young). Él y Alisha consiguieron que el cyborg Alistair Smythe secuestrara a la Gata Negra, chantajeando a Spider-Man para detener al Escorpión o Buitre; Silvermane cree que puede usar la estructura genética de Escorpión para intercambiar cuerpos con Spider-Man, y Buitre fue uno de los creadores de la tecnología neogénica. Buitre cree que él mismo puede usar el laboratorio de Silvermane para volverse permanentemente joven. Durante la transferencia neogénica, el buitre interviene, permitiendo que Spider-Man, Black Cat y Escorpión escapen. Silvermane y Buitre intercambian energías en la transferencia neogénica, lo que permite a Buitre volver a ser permanentemente joven y convertir a Silvermane en un anciano. El episodio "The Return of Hydro-Man" Pt. 2, reveló que Silvermane es el benefactor anónimo del profesor Miles Warren, donde se hizo una base submarina para que Miles continúe con los experimentos de clonación.
- Silvermane aparece en The Spectacular Spider-Man en el episodio Gangland interpretado por Miguel Ferrer. El episodio "cómplices" reveló que fue arrestado y encarcelado doce años antes de que Frederick Foswell expusiera las actividades criminales de Silvermane. Después de que su imperio cayó, su territorio fue tomado por el Big Man, mientras que su hija Silver Sable (Sable Manfredi) ha estado manejando los restos de su imperio en su ausencia. En el episodio "Gangland", Silvermane aparece como un jefe rival de la mafia ante el Big Man y el Doctor Octopus. Cuando Hammerhead instiga una pelea en Silvermane, Big Man y Doc Ock mediante el uso de Silver Sable, Silvermane usa un exoesqueleto hidráulico oculto que le proporciona resistencia y energía para luchar. Cuando Spider-Man interfiere en la lucha de los tres supervillanos, Silvermane intenta aplastarlo, solo para que el ladrón de la tela rasgue los cables hidráulicos de su traje, dejándolo indefenso. Él fue puesto bajo custodia. En el episodio "Opening Night", Silvermane fue visto como un preso de la Bóveda que se encontraba entre los prisioneros liberados por el Duende Verde. Redondea a los Enforcers, un robot duplicado de Mysterio, y otros prisioneros para acabar con Spider-Man. Él y los demás presos son eliminados por el gas liberado por Walter Hardy.
- Silvermane aparece en el episodio de Spider-Man "Bring on the Bad Guys" Pt. 3, expresado por Nolan North.[27] Un conocido jefe del crimen, se involucra en la recompensa de Spider-Man al contratar al Prowler para capturar a Spider-Man a cambio de salvar la vida del hermano de Prowler, Abraham, después de una misión fallida. Prowler se vuelve contra Silvermane después de un cambio de corazón. Silvermane fue derrotado después de que Spider-Man prendiera los rociadores de agua y Prowler dispara un dardo eléctrico a Silvermane, neutralizando su exoesqueleto y dejándolo inconsciente hasta que llegue la policía.

### Videojuegos
- Slivermane aparece en las versiones beta de los videojuegos SNES y Sega Genesis Spider-Man Animated Series. Fue reemplazado por un robot en las versiones finales.
- Silvermane aparece en versión 2099 en Spider-Man: Shattered Dimensions, interpretado por Steven Blum.
- Silvermane aparece como un personaje jugable en Lego Marvel Super Heroes 2, como parte del DLC "Cloak and Dagger".[28]